# Organ bar
Organ bar（オルガンバー）は、東京都渋谷区宇田川町に存在する老舗のクラブ、ライブ・イベントスペースである。いわゆる小箱の代表的なクラブ。現在も国内の有名なDJが多数プレイしている。

## 概要
1995年11月3日にオープン。小箱ながら須永辰緒や小西康陽、クボタタケシ、DJ MURO、YOU THE ROCK、大貫憲章などの有名DJなどがプレイする。

## 主なDJ
- 須永辰緒（sunaga t experience） 
  - 7周年までOrgan barのプロデューサーを務める
- 大貫憲章
- 小西康陽
- 高宮永徹
- クボタタケシ
- DJ MURO
- YOU THE ROCK
- ZEN-LA-ROCK
- 小林径
- スチャダラパー
- AFRA
- 常盤響
- 松田岳二
- はせはじむ
- 堀井康
- BentheAce
- WARA（Asayake Production）
- 櫻井喜次郎
- 吉永祐介
- 城内宏信
- 風祭堅太

など（※一部、過去にレギュラーだったDJ含む）